# Nikolas Nartey
Nikolas Terklesen Nartey (Bagsværd, 22 febbraio 2000) è un calciatore danese, centrocampista dello Stoccarda.

## Biografia
È fratello maggiore di Noah Nartey, anch'egli calciatore professionista.

## Caratteristiche tecniche
È un centrocampista centrale.

## Carriera

### Club
Cresciuto nel settore giovanile del Colonia, debutta in prima squadra il 26 novembre 2017 in occasione dell'incontro di Bundesliga perso 2-0 contro l'Hertha Berlino. Nel 2019 viene acquistato dallo Stoccarda che lo cede in prestito all'Hansa Rostock per la stagione 2019-2020 ed al Sandhausen per quella successiva. È fratello di Noah Nartey.

### Nazionale
Ha giocato nelle nazionali giovanili danesi Under-16, Under-17, Under-18 ed Under-19.
Nel 2021 viene convocato dalla nazionale under-21 per il campionato europeo di categoria; scende in campo il 25 marzo nell'incontro della fase a gironi contro la Francia.

## Statistiche
Statistiche aggiornate al 25 marzo 2021.

### Presenze e reti nei club
| Stagione        | Squadra         | Campionato      | Campionato | Campionato | Coppe nazionali | Coppe nazionali | Coppe nazionali | Coppe continentali | Coppe continentali | Coppe continentali | Altre coppe | Altre coppe | Altre coppe | Totale | Totale | Totale |
| Stagione        | Squadra         | Comp            | Pres       | Reti       | Comp            | Pres            | Reti            | Comp               | Pres               | Reti               | Comp        | Pres        | Reti        | Pres   | Reti   |        |
| --------------- | --------------- | --------------- | ---------- | ---------- | --------------- | --------------- | --------------- | ------------------ | ------------------ | ------------------ | ----------- | ----------- | ----------- | ------ | ------ | ------ |
| 2016-2017       | Colonia II      | RL              | 4          | 0          |                 | -               | -               |                    | -                  | -                  |             | -           | -           | 4      | 0      |        |
| 2017-2018       | Colonia II      | RL              | 4          | 0          |                 | -               | -               |                    | -                  | -                  |             | -           | -           | 4      | 0      |        |
| 2018-2019       | Colonia II      | RL              | 17         | 3          |                 | -               | -               |                    | -                  | -                  |             | -           | -           | 17     | 3      |        |
| 2019-2020       | Colonia II      | RL              | 2          | 0          |                 | -               | -               |                    | -                  | -                  |             | -           | -           | 2      | 0      |        |
| 2017-2018       | Colonia         | BL              | 1          | 0          | CG              | 0               | 0               | UEL                | 0                  | 0                  |             | -           | -           | 1      | 0      |        |
| 2018-2019       | Colonia         | 2L              | 1          | 0          | CG              | 0               | 0               |                    | -                  | -                  |             | -           | -           | 1      | 0      |        |
| 2019-2020       | Hansa Rostock   | 3L              | 19         | 1          | CG              | 0               | 0               |                    | -                  | -                  |             | -           | -           | 19     | 1      |        |
| 2020-2021       | Sandhausen      | 2L              | 24         | 0          | CG              | 2               | 0               |                    | -                  | -                  |             | -           | -           | 26     | 0      |        |
| 2021-2022       | Stoccarda       | BL              | 8          | 0          | CG              | 0               | 0               |                    | -                  | -                  |             | -           | -           | 8      | 0      |        |
| 2022-2023       | Stoccarda       | BL              | 9+2        | 0          | CG              | 2               | 0               |                    | -                  | -                  |             | -           | -           | 13     | 0      |        |
| Totale carriera | Totale carriera | Totale carriera | 91         | 4          |                 | 4               | 0               |                    | -                  | -                  |             | -           | -           | 95     | 2      |        |

## Palmarès

### Club

#### Competizioni nazionali
- Campionato tedesco di seconda divisione: 1

Colonia: 2018-2019
- Coppa di Germania: 1

Stoccarda: 2024-2025